# 滇川醉鱼草
滇川醉鱼草（学名：Buddleja forrestii）为玄参科醉鱼草属的植物。分布于印度、缅甸、不丹以及中国云南、四川等地，生长于海拔1,800米至4,000米的地区，常见于山地疏林中或山坡灌木丛中，目前尚未由人工引种栽培。

## 别名
端丽醉鱼草（云南植物志） 苍山醉鱼草（云南种子植物名录）

## 异名
- Buddleja forrestii Diels X B. macrostachya Wall. ex Benth.
- Buddleja latiflora S. Y. Pao
- Buddleja limitanea W. W. Smith